# 愛媛県の図書館一覧
愛媛県の図書館一覧（えひめけんのとしょかんいちらん）は、愛媛県の図書館の一覧である（学校図書館を除く）。

## 県立図書館
- 愛媛県立図書館

## 市立図書館
松山市
- 松山市立図書館
  - 松山市立中央図書館（松山市総合コミュニティセンター内）
  - 松山市立北条図書館
  - 松山市立三津浜図書館
  - 松山市立中島図書館（松山市中島総合文化センター内）

今治市
- 今治市立図書館
  - 今治市立中央図書館
  - 今治市立波方図書館
  - 今治市立大西図書館
  - 今治市立大三島図書館

宇和島市
- 宇和島市立図書館
  - 宇和島市立中央図書館（宇和島市学習交流センター内）
  - 宇和島市立簡野道明記念吉田町図書館

八幡浜市
- 八幡浜市立図書館
  - 八幡浜市立市民図書館
  - 八幡浜市立保内図書館

新居浜市
- 新居浜市立図書館
  - 新居浜市立別子銅山記念図書館

西条市
- 西条市立図書館
  - 西条市立西条図書館
  - 西条市立東予図書館
  - 西条市立小松温芳図書館
  - 西条市立丹原図書館

大洲市
- 大洲市立図書館

伊予市
- 伊予市立図書館（伊予市文化交流センター内）

四国中央市
- 四国中央市立図書館
  - 四国中央市立川之江図書館
  - 四国中央市立三島図書館
  - 四国中央市立土居図書館

西予市
- 西予市図書館
  - 西予市民図書館

東温市
- 東温市立図書館

## 町立図書館
上浮穴郡
- 久万高原町立図書館

伊予郡
- 松前町ふるさとライブラリー
- 砥部町立図書館

喜多郡
- 内子町立図書館
  - 内子町図書情報館

西宇和郡
- 伊方町立図書館